# محوطه آسیاب ممو
محوطه آسیاب ممو مربوط به سده‌های اولیه دوران‌های تاریخی پس از اسلام است و در شهرستان بیضا، بخش بیضا، دهستان بانش، ۲۰۰ متری شمال غرب روستای مموبالا واقع شده و این اثر در تاریخ ۱۸ شهریور ۱۳۸۷ با شمارهٔ ثبت ۲۳۴۴۷ به‌عنوان یکی از آثار ملی ایران به ثبت رسیده است.